# Aleksandr Moiseev
Aleksandr Ivanovič Moiseev (in russo Александр Иванович Моисеев?; Mosca, 28 maggio 1927 – 9 settembre 2003) è stato un cestista sovietico.
Era il fratello di Tamara Moiseeva e lo zio di Elena Čausova.

## Carriera
Con l'Unione Sovietica ha disputato i Giochi olimpici di Helsinki 1952 e quattro edizioni dei Campionati europei (1947, 1951, 1953, 1955).